# Gel (grup musical)
Gel és un grup estatunidenc de punk hardcore de Nova Jersey, format el 2018 com a projecte paral·lel de la banda de powerviolence Sick Shit. La seva música de vegades fa ús d'elements de post-punk i D-beat. La revista Revolver va qualificar el seu estil de «ràpid, sorollós, enèrgic i sense concessions».

## Història
Gel té els seus orígens en la banda de powerviolence Sick Shit, formada pel guitarrista Bobko i el bateria Zach Miller. Sami Kaiser s'hi va incorporar poc després. Quan el baixista de Sick Shit va marxar del grup, el lloc va ser ocupat per Anthony Webster, que poc després es va canviar a la guitarra. Aquesta formació de Sick Shit va formar Gel l'any 2018 com a projecte paral·lel per a tocar un estil punk hardcore més clàssic.
Gel va publicar un EP homònim de debut el 2019. El grup va presentar el seu segon EP titulat Violent Closure i un senzill anomenat «Mental Static» el 2021. El 2022, Gel va publicar el disc compartit Shock Therapy, amb la banda Cold Brats. L'àlbum debut de la banda, Only Constant, va publicar-se el 31 de març de 2023, el qual va rebre crítiques positives.

## Discografia
Àlbums
- Only Constant (2023)

EP
- Gel (2018)
- Violent Closure (2021)

Compartits
- Shock Therapy (amb Cold Brats, 2022)

Maquetes
- Demo 2018 (2018)